# Halowe Mistrzostwa Europy w Lekkoatletyce 1990 – bieg na 60 m kobiet
Bieg na 60 metrów kobiet – jedna z konkurencji biegowych rozgrywanych podczas halowych lekkoatletycznych mistrzostw Europy w  hali Kelvin Hall w Glasgow. Eliminacje, półfinały i bieg finałowy zostały rozegrane 3 marca 1990. Zwyciężyła reprezentantka Republiki Federalnej Niemiec Ulrike Sarvari. Tytułu zdobytego na poprzednich mistrzostwach nie obroniła Nelli Cooman z Holandii, który tym razem zdobyła brązowy medal.

## Rezultaty

### Eliminacje
Rozegrano 4 biegi eliminacyjne, do których przystąpiło 19 biegaczek. Awans do półfinałów dawało zajęcie jednego z pierwszych dwóch miejsc w swoim biegu (Q). Skład półfinałów uzupełniły cztery zawodniczki z najlepszym czasem wśród przegranych (q).
Opracowano na podstawie materiału źródłowego.

#### Bieg 1
| Miejsce | Zawodniczka     | Czas | Uwagi |
| ------- | --------------- | ---- | ----- |
| 1       | Patricia Girard | 7,30 | Q     |
| 2       | Stephi Douglas  | 7,38 | Q     |
| 3       | Mirela Dulgheru | 7,38 |       |
| 4       | Lucrécia Jardim | 7,48 |       |
| 5       | Yolanda Díaz    | 7,62 |       |

#### Bieg 2
| Miejsce | Zawodniczka     | Czas | Uwagi |
| ------- | --------------- | ---- | ----- |
| 1       | Nelli Cooman    | 7,22 | Q     |
| 2       | Odiah Sidibé    | 7,31 | Q     |
| 3       | Marisa Masullo  | 7,36 | q     |
| 4       | Sisko Hanhijoki | 7,36 | q     |
| 5       | Wula Patulidu   | 7,44 |       |

#### Bieg 3
| Miejsce | Zawodniczka      | Czas | Uwagi |
| ------- | ---------------- | ---- | ----- |
| 1       | Ulrike Sarvari   | 7,21 | Q     |
| 2       | Kerstin Behrendt | 7,30 | Q     |
| 3       | Monika Špičková  | 7,35 | q     |
| 4       | Sabine Tröger    | 7,37 | q     |
| 5       | Sara Wüest       | 7,49 |       |

#### Bieg 4
| Miejsce | Zawodniczka   | Czas | Uwagi |
| ------- | ------------- | ---- | ----- |
| 1       | Laurence Bily | 7,16 | Q     |
| 2       | Paula Dunn    | 7,36 | Q     |
| 3       | Sonia Vigati  | 7,41 |       |
| –       | Beverly Kinch | DNF  |       |

### Półfinały
Rozegrano 2 biegi półfinałowe, w których wystartowało 12 biegaczek. Awans do finału dawało zajęcie jednego z dwóch pierwszych miejsc w swoim biegu (Q). Skład finału uzupełniły dwie zawodniczki z najlepszym czasem wśród przegranych (q).
Opracowano na podstawie materiału źródłowego.

#### Bieg 1
| Miejsce | Zawodniczka     | Czas | Uwagi |
| ------- | --------------- | ---- | ----- |
| 1       | Laurence Bily   | 7,15 | Q     |
| 2       | Nelli Cooman    | 7,17 | Q     |
| 3       | Stephi Douglas  | 7,32 |       |
| 4       | Odiah Sidibé    | 7,33 |       |
| 5       | Monika Špičková | 7,34 |       |
| 6       | Marisa Masullo  | 7,41 |       |

#### Bieg 2
| Miejsce | Zawodniczka      | Czas | Uwagi |
| ------- | ---------------- | ---- | ----- |
| 1       | Ulrike Sarvari   | 7,13 | Q     |
| 2       | Sisko Hanhijoki  | 7,25 | Q     |
| 3       | Patricia Girard  | 7,26 | q     |
| 4       | Kerstin Behrendt | 7,29 | q     |
| 5       | Paula Dunn       | 7,30 |       |
| 6       | Sabine Tröger    | 7,31 |       |

### Finał
Opracowano na podstawie materiału źródłowego.
| Miejsce | Zawodniczka      | Czas | Uwagi |
| ------- | ---------------- | ---- | ----- |
| 1       | Ulrike Sarvari   | 7,10 |       |
| 2       | Laurence Bily    | 7,13 |       |
| 3       | Nelli Cooman     | 7,14 |       |
| 4       | Patricia Girard  | 7,19 |       |
| 5       | Sisko Hanhijoki  | 7,23 |       |
| 6       | Kerstin Behrendt | 7,28 |       |